# بخش لول
بخش لول (به فرانسوی: Arrondissement de Laval) یک بخش در فرانسه است که در ماین واقع شده‌است.